# Aaron Van der Poel

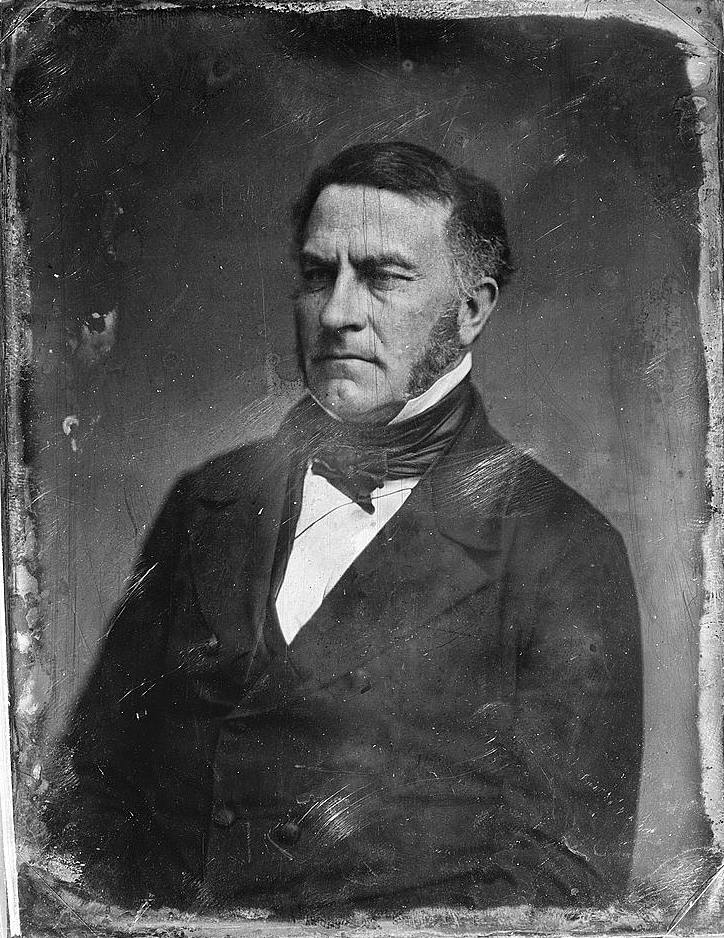
Aaron Van der Poel

Aaron Van der Poel (* 5. Februar 1799 in Kinderhook, New York; † 18. Juli 1870 in New York City) war ein US-amerikanischer Jurist und Politiker. Er vertrat zwischen 1833 und 1837 sowie zwischen 1839 und 1841 den Bundesstaat New York im US-Repräsentantenhaus.

## Werdegang
Aaron Van der Poel wurde zum Ende des 18. Jahrhunderts in Kinderhook geboren. Er verfolgte klassische Altertumswissenschaften und studierte Jura. Seine Zulassung als Anwalt erhielt er 1820 und begann dann in Kinderhook zu praktizieren. Zwischen 1826 und 1830 saß er in der New York State Assembly. Politisch gehörte er der Jacksonian-Fraktion an.
Bei den Kongresswahlen des Jahres 1832 für den 23. Kongress wurde er im achten Wahlbezirk von New York in das US-Repräsentantenhaus in Washington, D.C. gewählt, wo er am 4. März 1833 die Nachfolge von Jacob Houck junior antrat. Er wurde einmal wiedergewählt. Im Jahr 1836 erlitt er bei seiner Wiederwahlkandidatur eine Niederlage und schied nach dem 3. März 1837 aus dem Kongress aus. In der folgenden Zeit schloss er sich der Demokratischen Partei an. 1838 wurde er in den 26. Kongress gewählt und trat am 4. März 1839 die Nachfolge von Zadock Pratt und Robert McClellan an, welche zuvor zusammen den achten Distrikt von New York im US-Repräsentantenhaus vertreten hatten. Er schied nach dem 3. März 1841 aus dem Kongress aus.
Nach seiner Kongresszeit ließ er sich in New York City nieder. Er wurde 1842 zum Richter am Superior Court ernannt und 1843 gewählt – eine Stellung, die er bis zum 1. Januar 1850 innehatte. Am 18. Juli 1870 starb er in New York City und wurde dann auf dem Woodlawn Cemetery beigesetzt. Zu diesem Zeitpunkt war der Bürgerkrieg ungefähr fünf Jahre zu Ende.

## Familie
Aaron Van der Poel war der Sohn von Moyca Huyck und Isaac Van der Poel. Am 3. September 1821 heiratete er seine erste Ehefrau Harriet Baldwin. Sie verstarb im April 1837. Aus der Ehe gingen keine Kinder hervor. Am 2. April 1839 heiratete er seine zweite Ehefrau Ellen McBride, Tochter von Hannah Savage und James McBride. Das Paar hatte drei gemeinsame Kinder: James McBride Van der Poel (1840–1860), John Van der Poel (1842–1866) und Aaron Ernest Van der Poel (* 1846).